# Lorenzo Favero
Lorenzo Favero (Brescia, 24 maggio 1911 – Brescia, 26 giugno 1974) è stato un pittore, docente e critico d'arte italiano.

## Biografia
Figlio di Antonio e Camilla Mozzoni, frequentò il liceo classico e si laureò in Lettere all'Università  degli Studi di Pavia, alunno del Collegio Borromeo. Insegnò lettere alla Scuola Media Pascoli di Brescia, coltivando parallelamente la pittura, sua grande passione, assecondata dagli zii Tita e Giuseppe Mozzoni. Suo maestro fu Emilio Rizzi insieme ai maestri della pittura romantica.
Già nel 1941 fu presente a Brescia alla Mostra del Sindacato Artisti nel Salone Vanvitelliano della Loggia e nel 1942 al "Premio Verona". Dopo il conflitto mondiale, al quale fu chiamato come ufficiale di fanteria, partecipò nel 1946 a mostre a Brescia alla Galleria Vittoria e alla nascente AAB, Associazione Artisti Bresciani, in cui fu premiata la sua opera "Le Georgiche" .
Negli anni successivi la sua attività artistica, figurativa, fu dedicata prevalentemente ai paesaggi, ad olio e acquerello, ed ai ritratti; grande fortuna ebbero i volti dell'infanzia, eseguiti col pastello, tecnica in cui risultò particolarmente efficace.
Partecipò con successo a collettive e concorsi a Brescia e in varie città; espose in mostre personali a Buenos Aires nel 1948
 e a Brescia nel 1952   e nel 1973.
Fu anche fecondo critico d'arte, scrisse in proposito soprattutto sull'edizione milanese de Il Popolo, su Il Cittadino di Brescia, L'Italia e La Voce del Popolo, dedicando particolare attenzione ai pittori bresciani.
Dopo la morte fu ricordato nel 1979 in una mostra personale a Milano, alla Galleria Lyceum, nel 2001 in un'antologica all'AAB di Brescia; fu presente anche nel 2015, ancora all'AAB, nella mostra "I fondatori dell'AAB, Giovanni Asti (1881-1954)" , tra gli artisti che ebbero un ruolo attivo nella nascita dell'associazione.
La sua opera Ritratto di fanciulla (pastello) è conservata presso i Musei Civici di Arte e Storia di Brescia.

## Galleria d'immagini

Pastelli
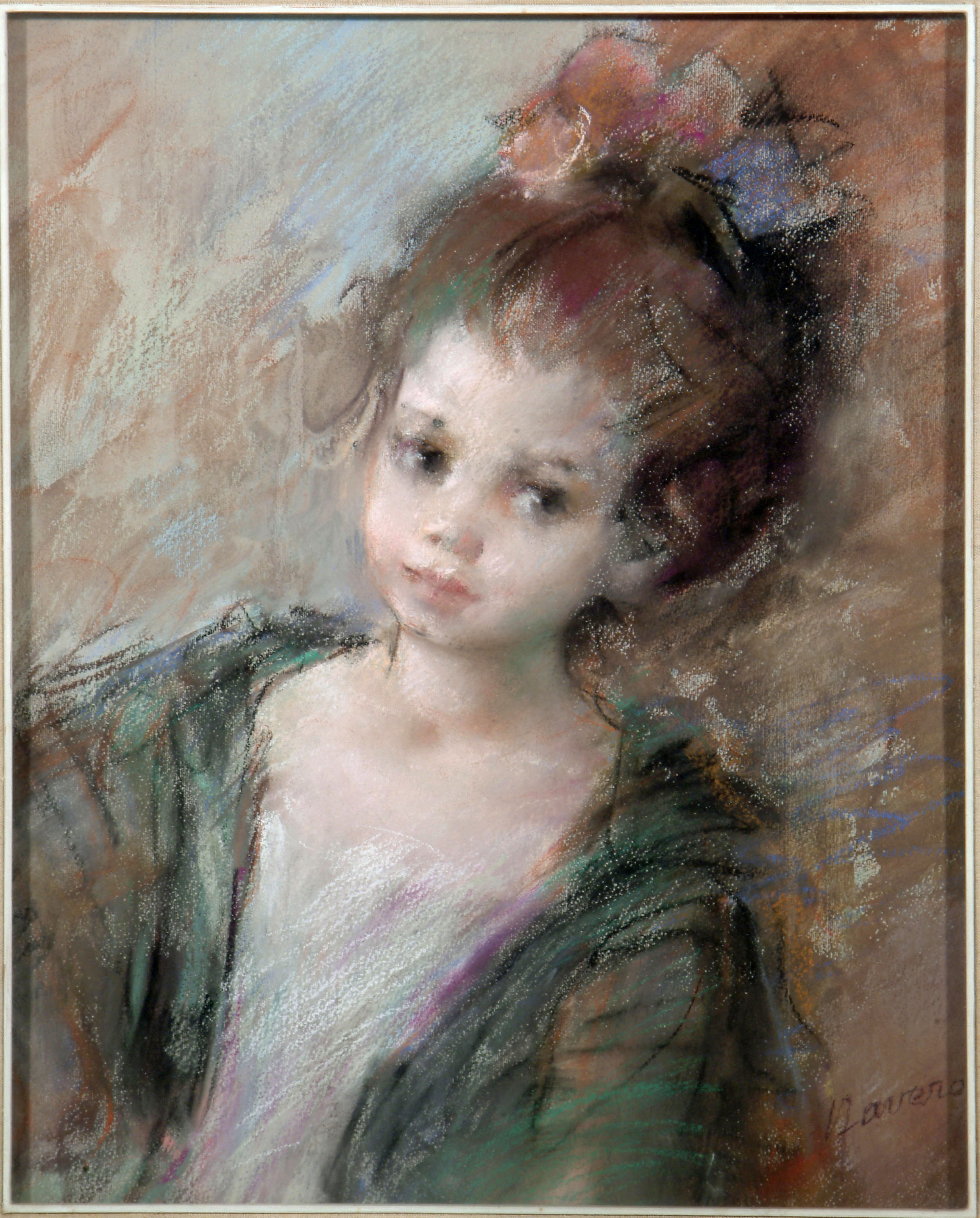
Ritratto di fanciulla 1948
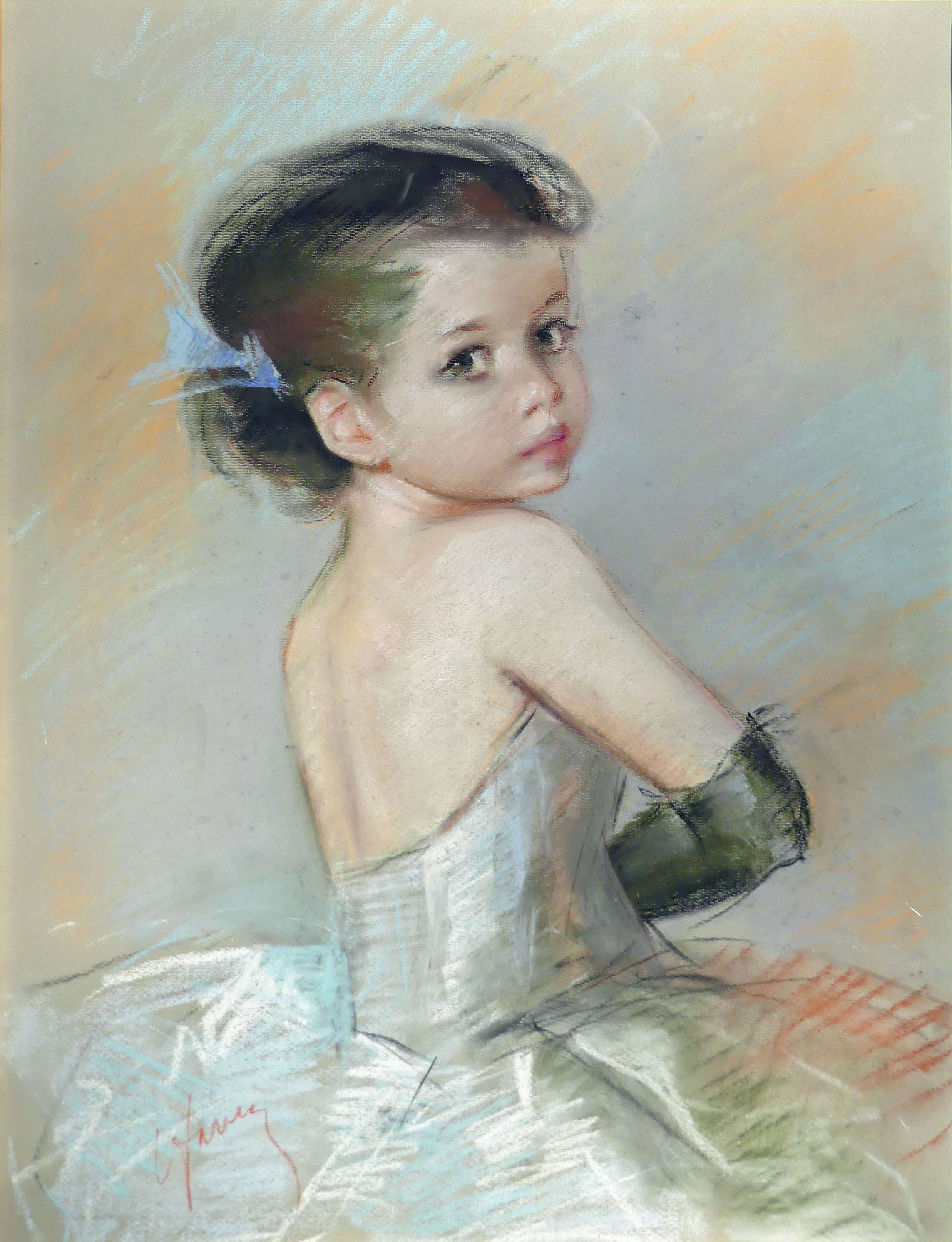
Ballerina 1964
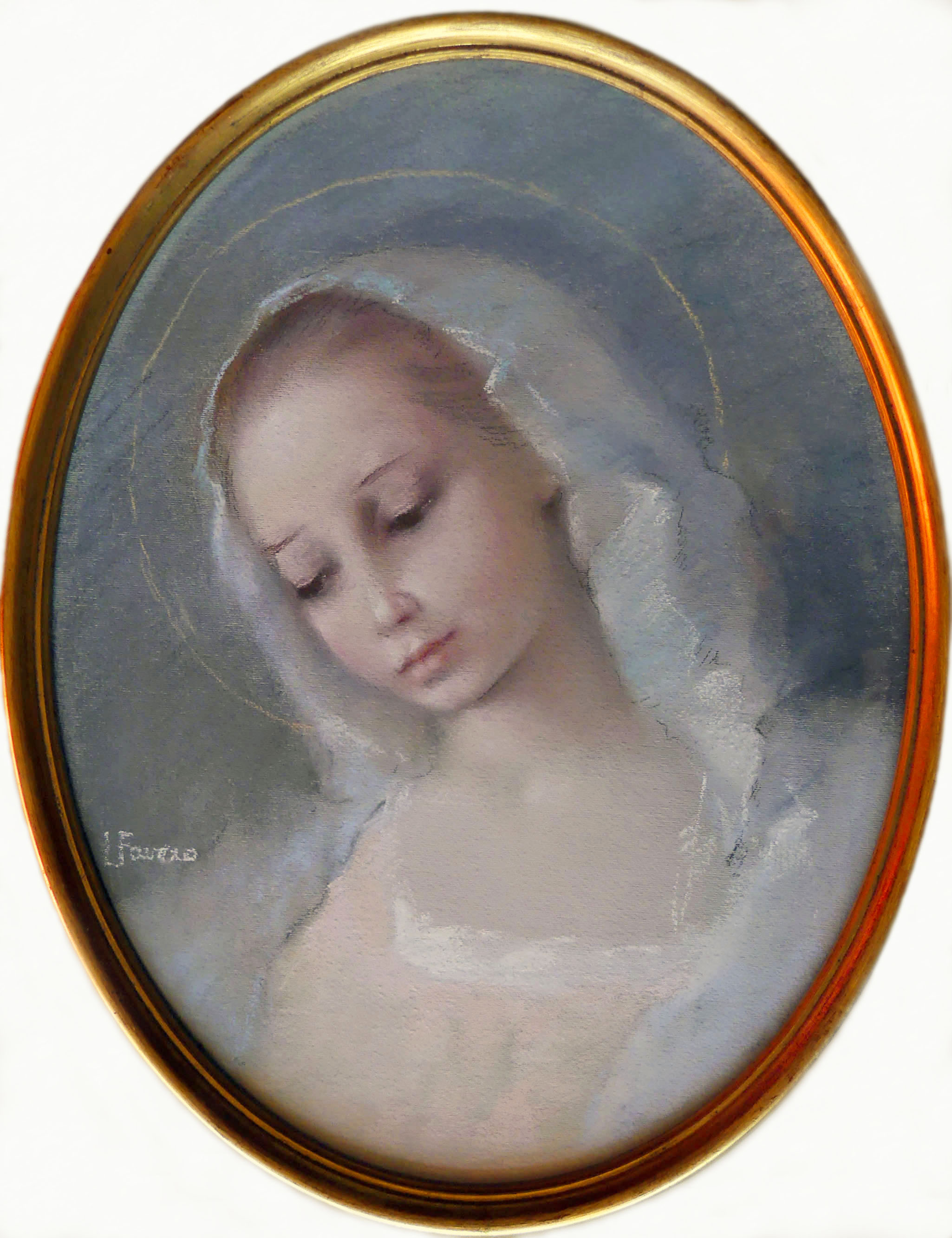
Madonnina 1970

Dipinti ad olio
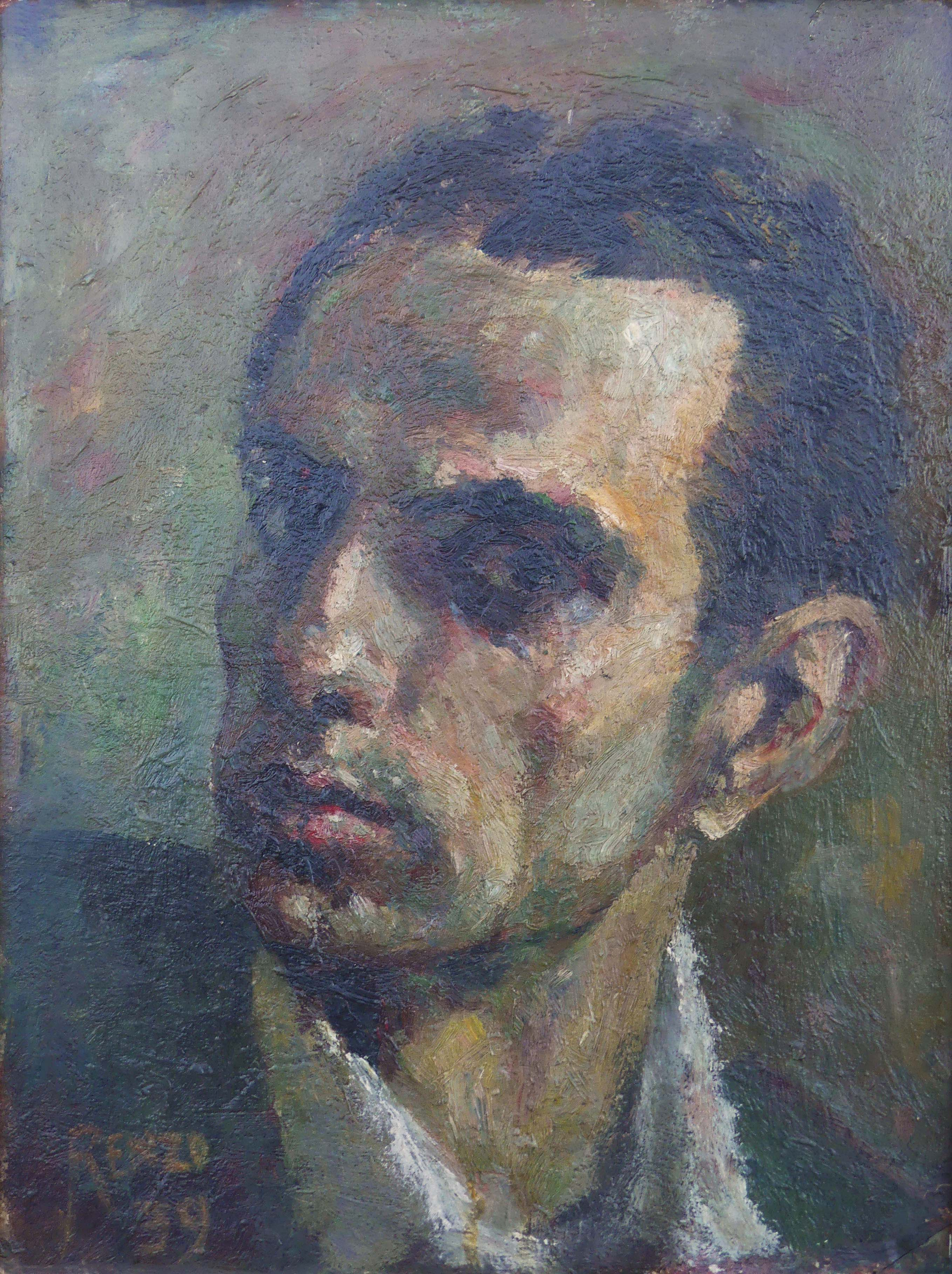
Autoritratto 1939
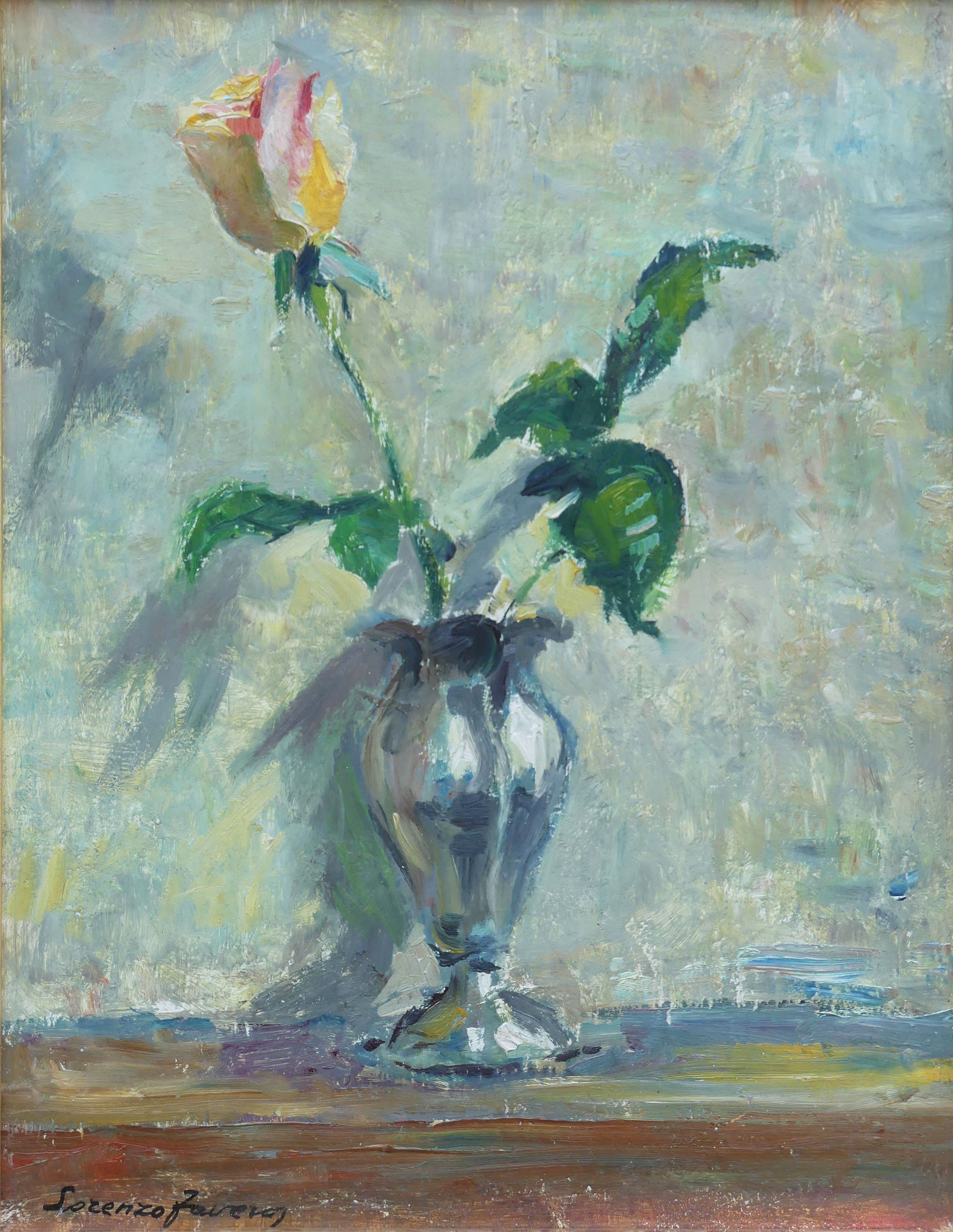
Rosa 1955
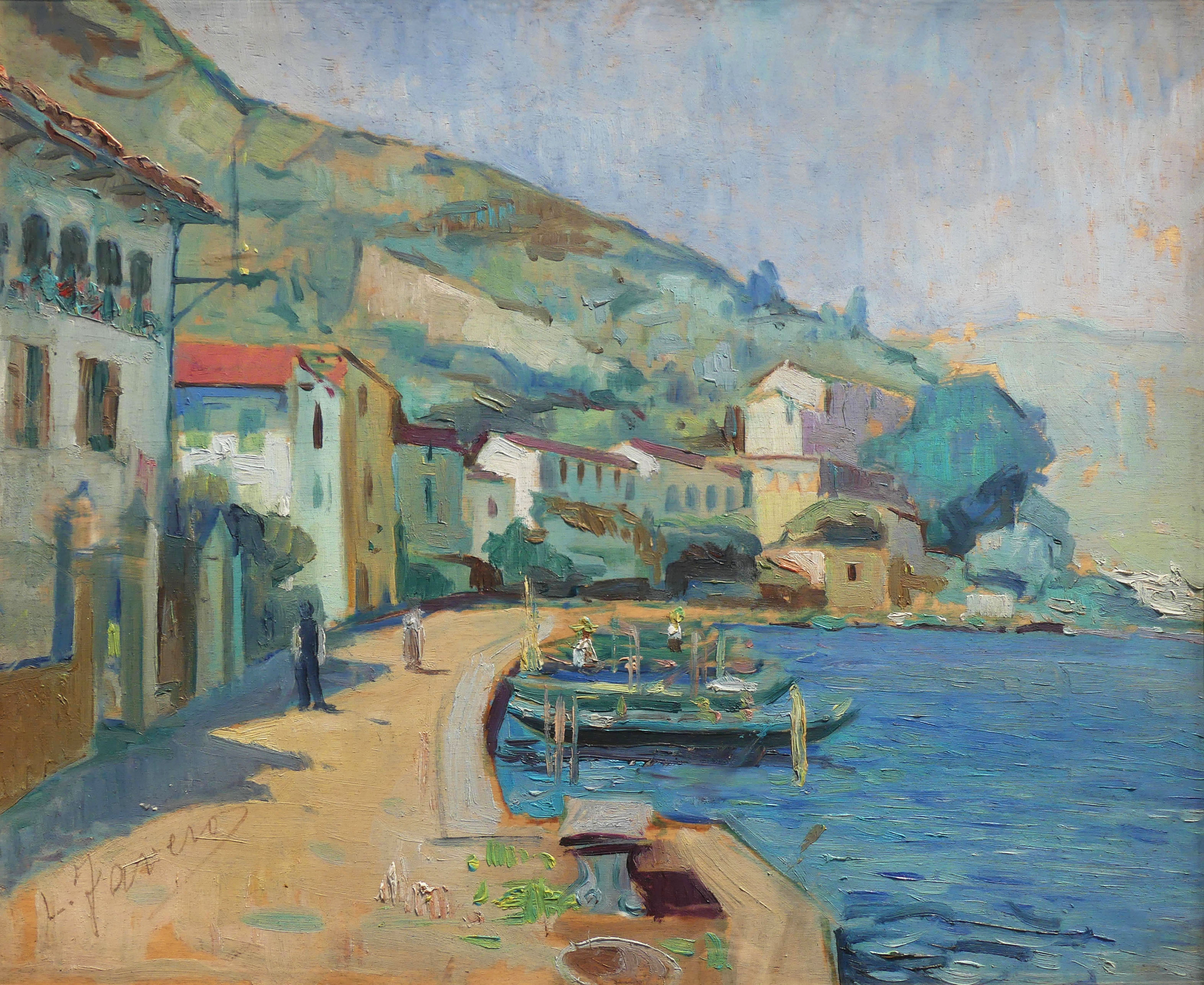
Peschiera Maraglio 1968
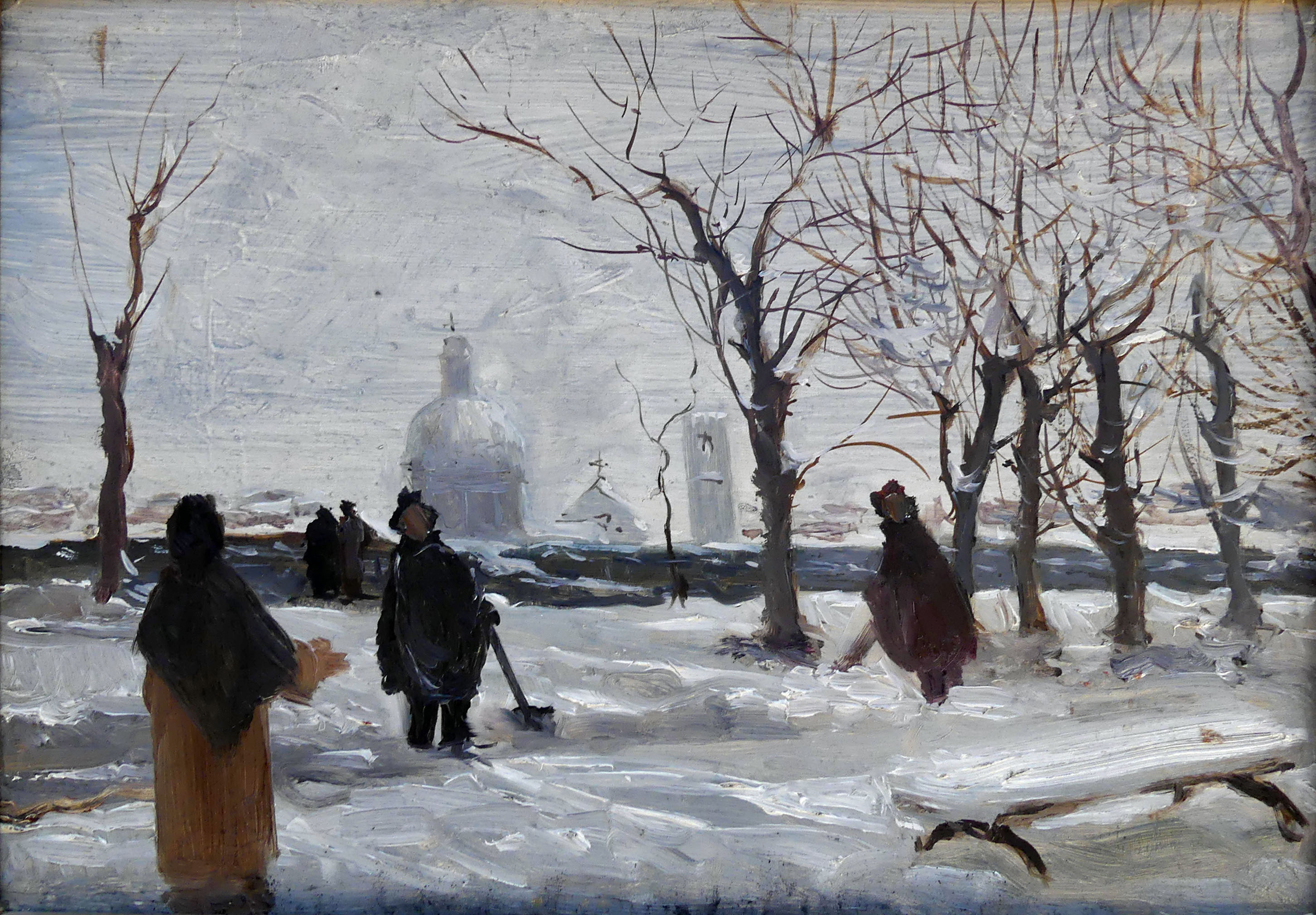
Nevicata in Castello 1969

Acquerelli
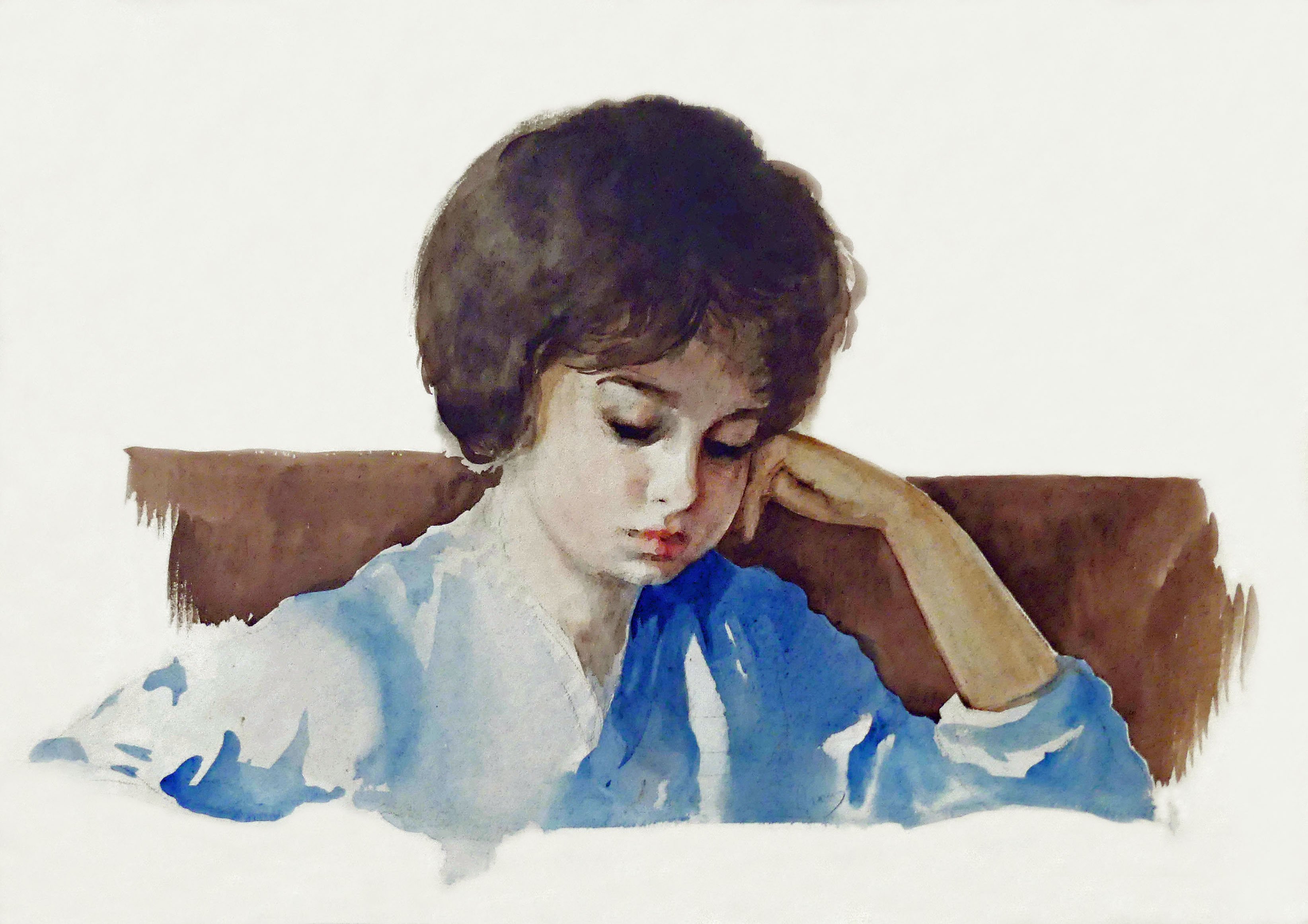
Paola allo studio 1959
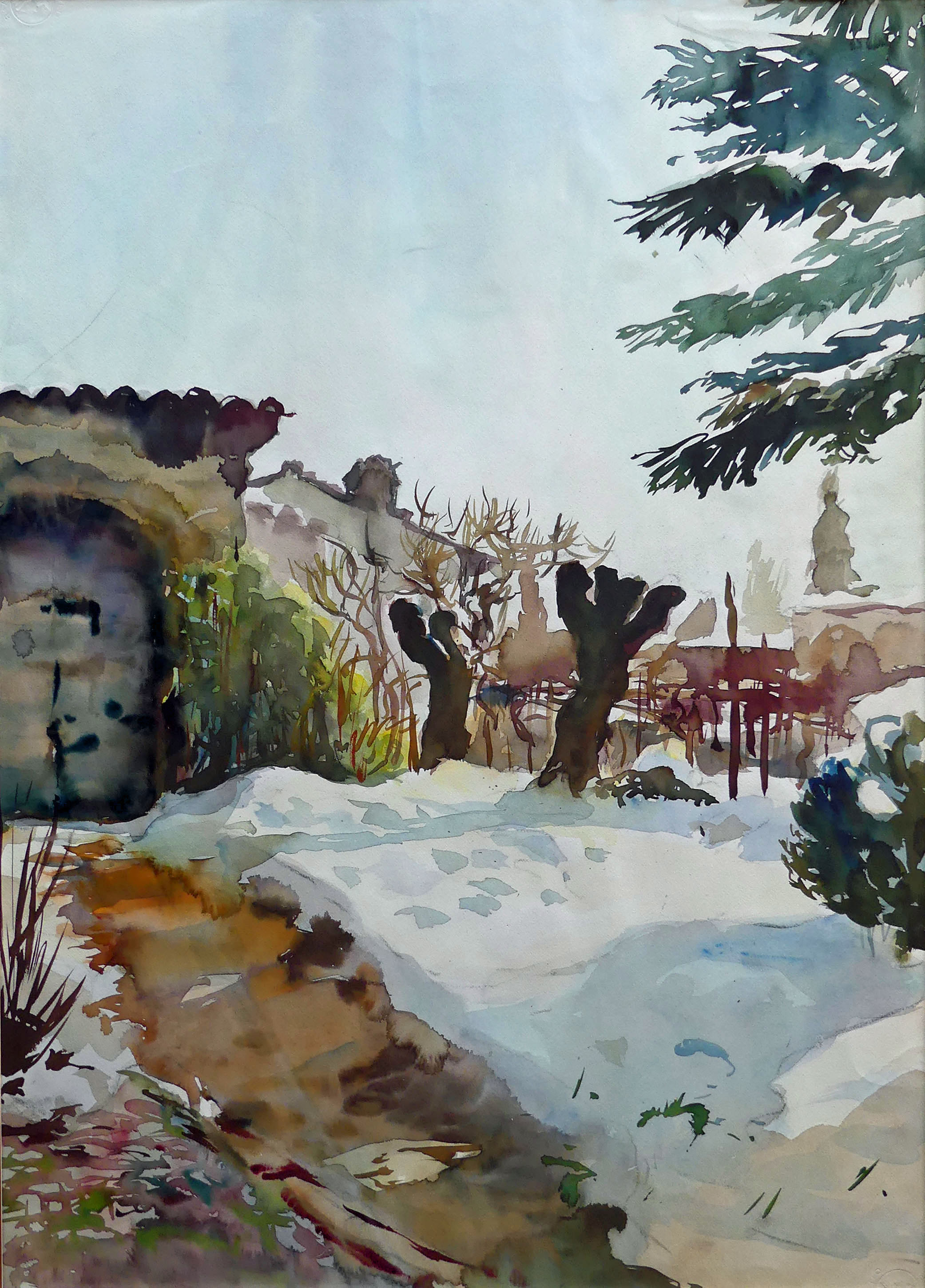
Nevicata a Mompiano 1960
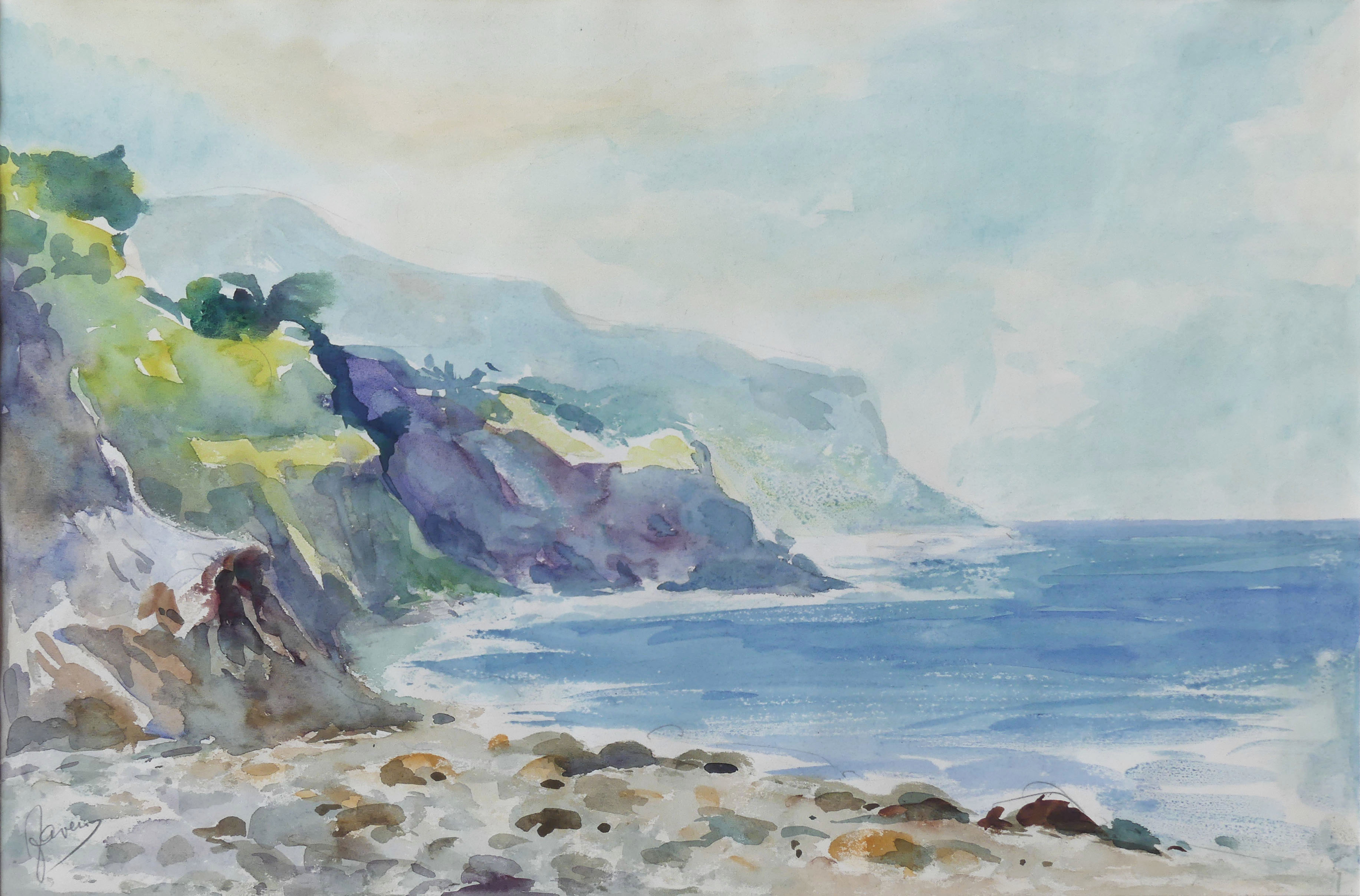
Bordighera 1961

- Pastelli
- Ritratto di fanciulla
1948
- Ballerina
1964
- Madonnina
1970